# Na Stráži
Na Stráži är ett berg i Tjeckien.   Det ligger i regionen Södra Böhmen, i den centrala delen av landet, 140 km sydost om huvudstaden Prag. Toppen på Na Stráži är 520 meter över havet.
Terrängen runt Na Stráži är platt.Runt Na Stráži är det ganska glesbefolkat, med 22 invånare per kvadratkilometer. Närmaste större samhälle är Jemnice, 2,6 km öster om Na Stráži. Trakten runt Na Stráži består till största delen av jordbruksmark.